# Hamburg-Steilshoop
Hamburg-Steilshoop is een wijk in het stadsdistrict Hamburg-Wandsbek van de stad Hamburg en telt 19.894 inwoners.
Hij grenst aan het kerkhof van Ohlsdorf in het noorden en de Bramfelder See in het zuidoosten.
Steilshoop bestaat voornamelijk uit meergezinswoningen. In het noordelijk deel zijn sinds 1969 een twintigtal grote appartementscomplexen (ter plaatse 'Ringen' genoemd) gebouwd.
Steilshoop heeft geen hoofdwegen of stations op haar grondgebied.

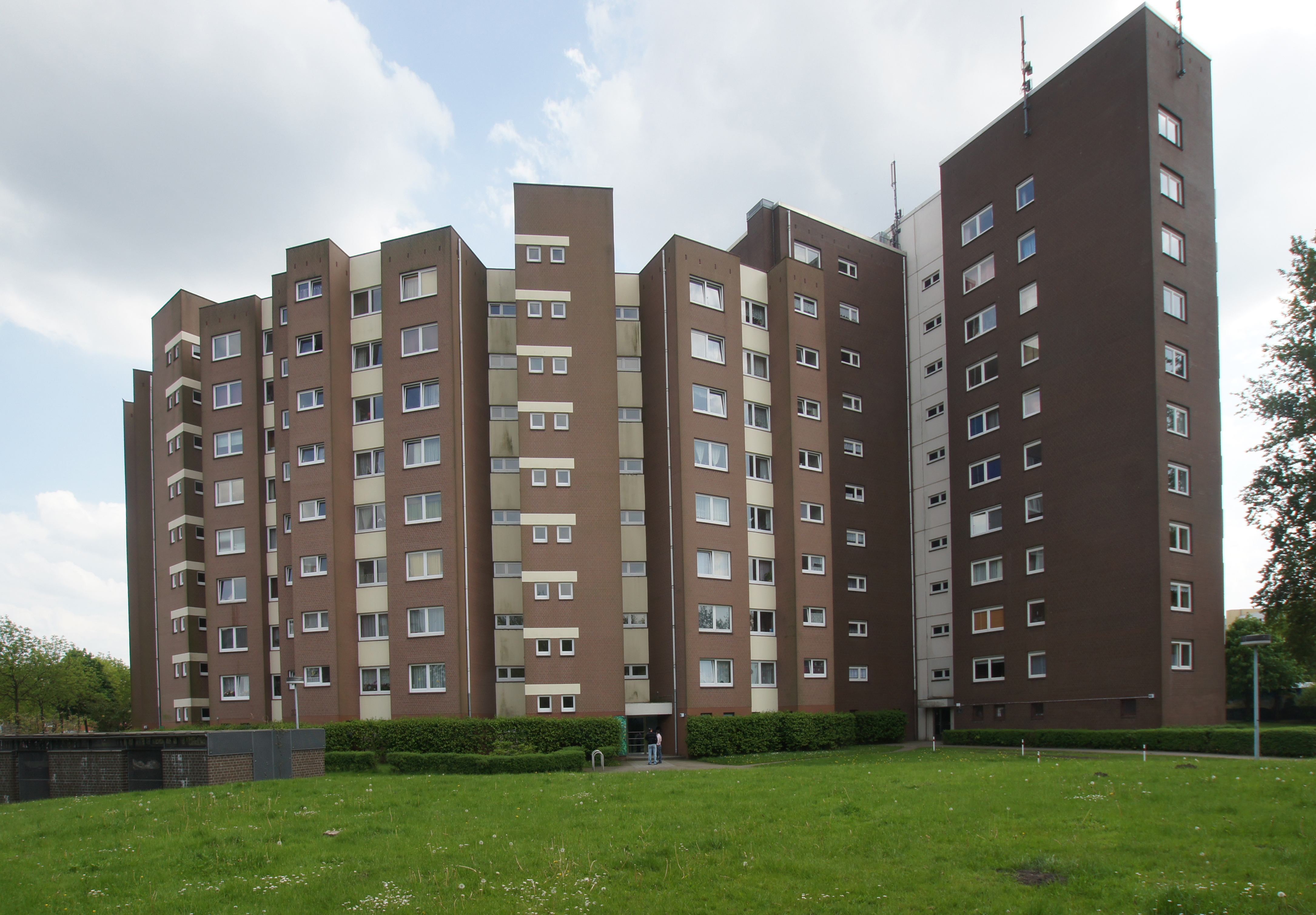
Het Borchert-Ring appartementscomplex in Steilshoop

Bergstedt · Bramfeld · Duvenstedt · Eilbek · Farmsen-Berne · Hummelsbüttel · Jenfeld · Lemsahl-Mellingstedt · Marienthal · Poppenbüttel · Rahlstedt · Sasel · Steilshoop · Tonndorf · Volksdorf · Wandsbek · Wellingsbüttel · Wohldorf-Ohlstedt